# ایوارس دورجل
ایوارس دورجل (به اسپانیایی: Ibars de Urgel) یک منطقهٔ مسکونی در اسپانیا است که در پلا د اورگل واقع شده‌است. ایوارس دورجل ۲۴٫۳ کیلومتر مربع مساحت دارد.